# Hexachaeta colombiana
Hexachaeta colombiana är en tvåvingeart som beskrevs av Lima 1953. Hexachaeta colombiana ingår i släktet Hexachaeta och familjen borrflugor. Inga underarter finns listade i Catalogue of Life.